# Günter de Bruyn
Günter de Bruyn (ur. 1 listopada 1926 w Berlinie, zm. 4 października 2020 w Bad Saarow) – pisarz niemiecki.
W 1964 został laureatem Nagrody Heinricha Manna.

## Twórczość
- Über die Arbeit in Freihandbibliotheken, Berlin 1957
- Hochzeit in Weltzow, Halle (Saale) 1960
- Wiedersehen an der Spree, Halle (Saale) 1960
- Einführung in die Systematik für allgemeinbildende Bibliotheken, Berlin 1961
- Der Hohlweg, Halle (Saale) 1963
- Ein schwarzer, abgrundtiefer See, Halle (Saale) 1963
- Maskeraden, Halle (Saale) 1966
- Osioł Buridana (Buridans Esel), Halle (Saale) 1968 (wyd. pol. 1973)
- Nagroda literacka (Preisverleihung), Halle (Saale) 1972 (wyd. pol. 1979)
- Tristan und Isolde, Berlin 1975
- Das Leben des Jean Paul Friedrich Richter, Halle (Saale) 1975
- Märkische Forschungen, Halle (Saale) et al. 1978
- Im Querschnitt, Halle (Saale) et al. 1979
- Babylon, Leipzig 1980
- Neue Herrlichkeit, Frankfurt am Main 1984
- Lesefreuden, Frankfurt am Main 1986
- Frauendienst, Halle (Saale) et al. 1986
- Brandenburg, München et al. 1991 (wspólnie z Hauke Dressler)
- Im Spreeland, Freiburg im Breisgau 1991 (wspólnie z Erhardem Pansegrau)
- Jubelschreie, Trauergesänge, Frankfurt am Main 1991
- Zwischenbilanz, Frankfurt am Main 1992
- Mein Brandenburg, Frankfurt am Main 1993 (wspólnie z Barbarą Klemm)
- Das erzählte Ich, Frankfurt am Main 1995
- Was ich noch schreiben will, Göttingen 1995 (wspólnie z Ingo Hermannem)
- Irritation und Verstehen, Stuttgart 1995
- Vierzig Jahre, Frankfurt am Main 1996
- Altersbetrachtungen über den alten Fontane, Berlin 1999
- Die Finckensteins, Berlin 1999
- Deutsche Zustände, Frankfurt am Main 1999
- Preußens Luise. Vom Entstehen und Vergehen einer Legende, Berlin 2001
- Unzeitgemäßes, Frankfurt am Main 2001
- Unter den Linden, Berlin 2003
- Abseits. Liebeserklärungen an eine Landschaft. Mit Fotos von Rüdiger Südhoff, Frankfurt am Main 2005
- Als Poesie gut. Schicksale aus Berlins Kunstepoche 1786 bis 1807, Frankfurt am Main 2006